# Geldkassette

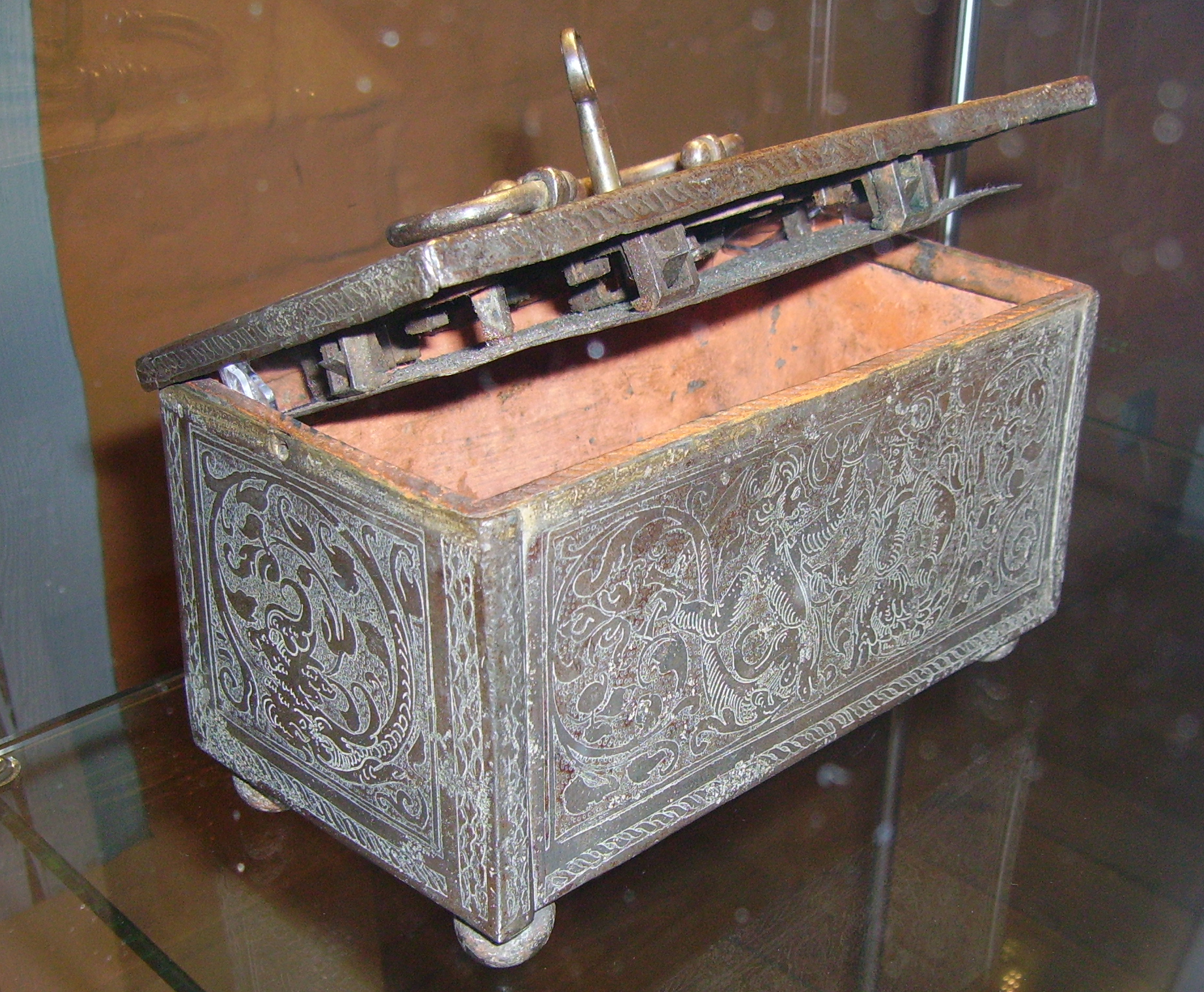
Geldkassette aus dem 17. Jahrhundert
Größe in cm ca. 15 × 15 × 30

Eine Geldkassette dient der sicheren Aufbewahrung von Bargeld und anderen Wertgegenständen.

## Arten

### Klassische Geldkassette
Bei der klassischen Geldkassette handelt es sich um einen abschließbaren Behälter, der aus einem Material besteht, das einen unbefugten Zugriff (durch Gewalt) erkennbar macht und zumindest verzögert. Jedoch ist die Aufbewahrung von größeren Geldmengen in Geldkassetten nicht zu empfehlen. So sind bei einer Hausratversicherung in der Regel nur geringe Mengen Bargeld abgesichert: Eine Geldkassette kann von einem Einbrecher je nach Größe auch einfach ungeöffnet mitgenommen werden.
Versicherungen empfehlen die Verwendung von VdS-zertifizierten Tresoren zur Aufbewahrung von Wertgegenständen. Jedoch sind diese in der Regel teurer als normale Geldkassetten und nicht transportabel, was jedoch wiederum ein Vorteil sein kann (siehe oben).
In früherer Zeit waren Geldkassetten oft mit zwei Schlössern versehen, zu denen der jeweilige Schlüssel in den Händen unterschiedlicher Personen war, so dass die Kassette nach dem Vier-Augen-Prinzip nur von zwei Berechtigten gemeinsam geöffnet werden konnten.

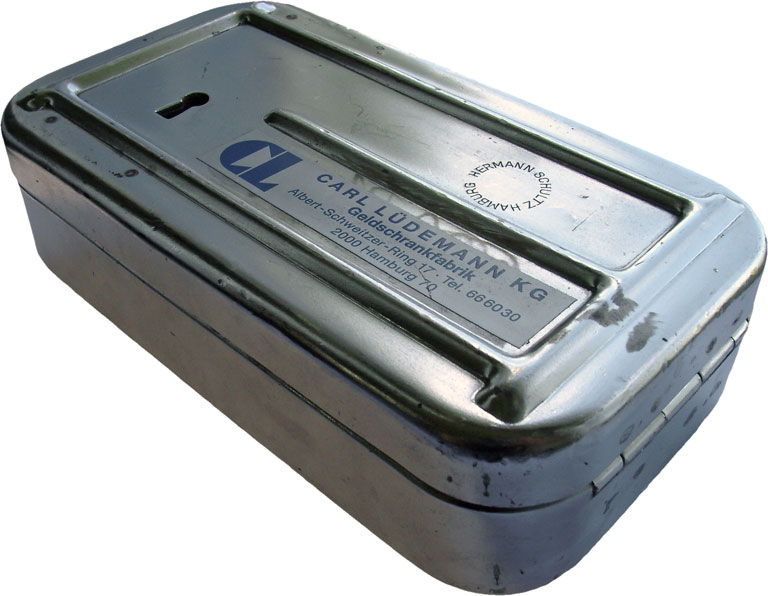
Geldbombe

### Geldbombe
Diese Bauform dient üblicherweise dem Transport von Bargeld. Sie wird nach der Befüllung in der Regel in den Nachttresor einer Bank eingeworfen. Im Austausch erhält man eine andere leere. Aus diesem Grunde sind Geldbomben genormt und nicht Eigentum des Einzahlers oder Kunden.

### Automatische Geldkassette
Eine automatische Geldkassette kommt in Geldautomaten zum Einsatz. Der Funktionsumfang variiert je nach Bedarf. Jede Geldkassette beinhaltet eine Sorte Scheine; der Geldautomat teilt jeder Kassette mit, wie viele Scheine auszugeben sind. Um Verwechselungen zu vermeiden, haben moderne Geldkassetten eine Sortenerkennung, die im Fehlerfall eine Auszahlung verhindert und einen Wartungsalarm auslöst.
Mit dem Aufkommen von Cash-Recycling-Systemen sind auch die Anforderungen an Geldkassetten gestiegen, da neben der Ausgabe nun auch die Eingabe von Noten möglich sein muss. Jeder Hersteller hat seine eigene Philosophie, was die Lagerung und den Transport der Scheine betrifft. Manche stapeln die Scheine wie in einer normalen Kassenlade, manche rollen die Scheine auf. Der Geldtransport innerhalb des Automaten erfolgt entweder per Friktion wie in einem Drucker oder pneumatisch. Konstruktionsbedingt haben beide Systeme Vor- und Nachteile.
Bei der Stapelung von Noten kann es zum Doppelabzug kommen, dieser lässt sich über entsprechende Sensorik erkennen und die Auszahlung stoppen.
Bei dem Aufrollen der Noten werden die Noten von innen nach außen gewickelt, die Banknoten im Inneren der sogenannten Rolle lagern prinzipbedingt am längsten und verformen so stark, dass es vermehrt zu Störungen in der Mechanik kommen kann (Geldstau).